# Championnats d'Asie de tir
Les Championnats d'Asie de tir sont des championnats d'Asie voyant s'affronter les meilleurs tireurs sportifs asiatiques. La compétition est organisée par la Confédération asiatique de tir (en). La première édition a eu lieu en 1967 à Tokyo, au Japon. Les épreuves féminines sont intégrées à partir de 1971.

## Éditions
| Année | Ville hôte                            | Pays                       |
| ----- | ------------------------------------- | -------------------------- |
| 1967  | Tokyo                                 | Japon                      |
| 1971  | Séoul                                 | Corée du Sud               |
| 1975  | Kuala Lumpur                          | Malaisie                   |
| 1977  | Séoul                                 | Corée du Sud               |
| 1981  | Jakarta Nagoya (skeet et trap)        | Indonésie Japon            |
| 1983  | Jakarta                               | Indonésie                  |
| 1984  | Singapour                             | Singapour                  |
| 1986  | Bangkok                               | Thaïlande                  |
| 1987  | Pékin Hong Kong (skeet et trap)       | Chine Hong Kong            |
| 1989  | Singapour                             | Singapour                  |
| 1990  | Séoul                                 | Corée du Sud               |
| 1991  | Pékin Fukuoka (skeet et trap)         | Chine Japon                |
| 1992  | Kuala Lumpur                          | Thaïlande                  |
| 1993  | Manille                               | Philippines                |
| 1994  | Bangkok                               | Thaïlande                  |
| 1995  | Jakarta Chengdu (skeet et trap)       | Indonésie Chine            |
| 1996  | Shanghai                              | Chine                      |
| 1997  |                                       | Brunei                     |
| 1999  | Koweït                                | Koweït                     |
| 2000  | Langkawi Vigan (skeet et trap)        | Malaisie Philippines       |
| 2001  | Bangkok                               | Thaïlande                  |
| 2002  | Bangkok                               | Thaïlande                  |
| 2003  | New Delhi                             | Inde                       |
| 2004  | Kuala Lumpur Bangkok (skeet et trap)  | Malaisie Thaïlande         |
| 2005  | Bangkok                               | Thaïlande                  |
| 2006  | Singapour                             | Singapour                  |
| 2007  | Koweït Manille (skeet et trap)        | Koweït Philippines         |
| 2008  | Nankin Jaipur (skeet et trap)         | Chine Inde                 |
| 2009  | Doha Almaty (skeet et trap)           | Qatar Kazakhstan           |
| 2010  | Bangkok                               | Thaïlande                  |
| 2011  | Koweït Kuala Lumpur (skeet et trap)   | Koweït Malaisie            |
| 2012  | Doha Nanchang Patiala (skeet et trap) | Qatar Chine Inde           |
| 2013  | Téhéran Almaty (skeet et trap)        | Iran Kazakhstan            |
| 2014  | Koweït Al-Aïn (skeet et trap)         | Koweït Émirats arabes unis |
| 2015  | New Delhi Koweït (skeet et trap)      | Inde Koweït                |
| 2016  | Téhéran Abou Dabi (skeet et trap)     | Iran Émirats arabes unis   |
| 2017  | Wakō Astana (skeet et trap)           | Japon Kazakhstan           |
| 2018  | Koweït                                | Koweït                     |
| 2019  | Doha Taoyuan                          | Qatar Taïwan               |